# Paradoxornis cellanegre
El paradoxornis cellanegre (Chleuasicus atrosuperciliaris) és una espècie d'ocell passeriforme de la família dels paradoxornítids (Paradoxornithidae), tot i que sovint encara se'l troba classificat amb els sílvids (Sylviidae). Viu al sud-est de l'Àsia. Actualment se considera l'única espècie del gènere Chleuasicus, encara que anteriorment se'l classificava en el gènere Paradoxornis.
El seu estat de conservació es considera de risc mínim.

## Descripció
Fa al voltant de 15 cm de llarg, inclosa la seva llarga cua. El plomatge de les seves parts superiors és marró olivaci o grisenc, mentre que les seves parts inferiors són de color crema. El seu cap és de color castany ataronjat, excepte la zona compresa per la gola, la part frontal de les galtes i al voltant dels ulls que són de color blanquinós, emmarcades per una petita mitja lluna negra sobre l'ull, que dona nom a l'espècie.

## Distribució i hàbitat
Es troba disseminat pels boscos de muntanya des de l'Himàlaia oriental fins a les muntanyes de nord-est d'Indoxina, distribuït per Bhutan, Myanmar, el sud de la Xina, al nord-est de l'Índia, i el nord de Laos, Tailàndia i el Vietnam.